# Cheiracanthium margaritae
Cheiracanthium margaritae är en spindelart som beskrevs av Sterghiu 1985. Cheiracanthium margaritae ingår i släktet Cheiracanthium och familjen sporrspindlar.
Artens utbredningsområde är Rumänien. Inga underarter finns listade i Catalogue of Life.